# Kunsthalle Bielefeld
Die Kunsthalle Bielefeld ist ein Museum und Ausstellungshaus für moderne und zeitgenössische Kunst in der ostwestfälischen Stadt Bielefeld im Stadtbezirk Mitte. Der vom US-amerikanischen Architekten Philip Johnson entworfene Museumsbau wurde 1968 eröffnet. Es ist sein einziger Museumsbau in Europa. Die Baukosten wurden zum Teil von Rudolf-August Oetker gestiftet. Dabei beteiligte sich der Oetker-Konzern, nach einem Brief an die Blätter des Bielefelder Jugendkulturringes von Rudolf-August Oetker, mit 10,25 Millionen DM an den Gesamtkosten von 12,5 Millionen, die wegen der steuerlichen Absetzmöglichkeiten für den Konzern auf 4,6 Millionen DM hinausliefen.

## Sammlung
Vorläufer der Kunsthalle war das 1928 gegründete Städtische Kunsthaus.
Aus dessen Sammlung moderner Kunst wurden 1937 in der NS-Aktion „Entartete Kunst“ Werke von Ernst Barlach, Max Beckmann, Peter August Böckstiegel, August Brunschön (1888–1956), Lovis Corinth, Otto Dix, Dominicus (offenbar Josef Dominicus; 1985–1973), Herbert Ebersbach, Conrad Felixmüller, Godewold (offenbar Ludwig Godewols), Walter Gramatté, George Grosz, Otto Gußmann, Erich Heckel, Josef Hegenbarth, Oskar Kokoschka, Käthe Kollwitz, Paul Kottenkamp, Helmut Krammer, Heinz Lewerenz, August Macke, Franz Marc, Gerhard Marcks, Frans Masereel, Rudolf Möller, Otto Mueller, Edward Munch, Emil Nolde, Max Pechstein, Walter Richard Rehn, Christian Rohlfs, Ernst Sagewka, Florenz Robert Schabbon, Scheidler (nicht identifiziert), Karl Schmidt-Rottluff, Steinkühler (offenbar Theodor Steinkühler), Hermann Stenner, Victor Tuxhorn, Eberhard Viegener, Max Westhäuser, Ines Wetzel und Marei Wetzel-Schubert (1890–1983) beschlagnahmt.

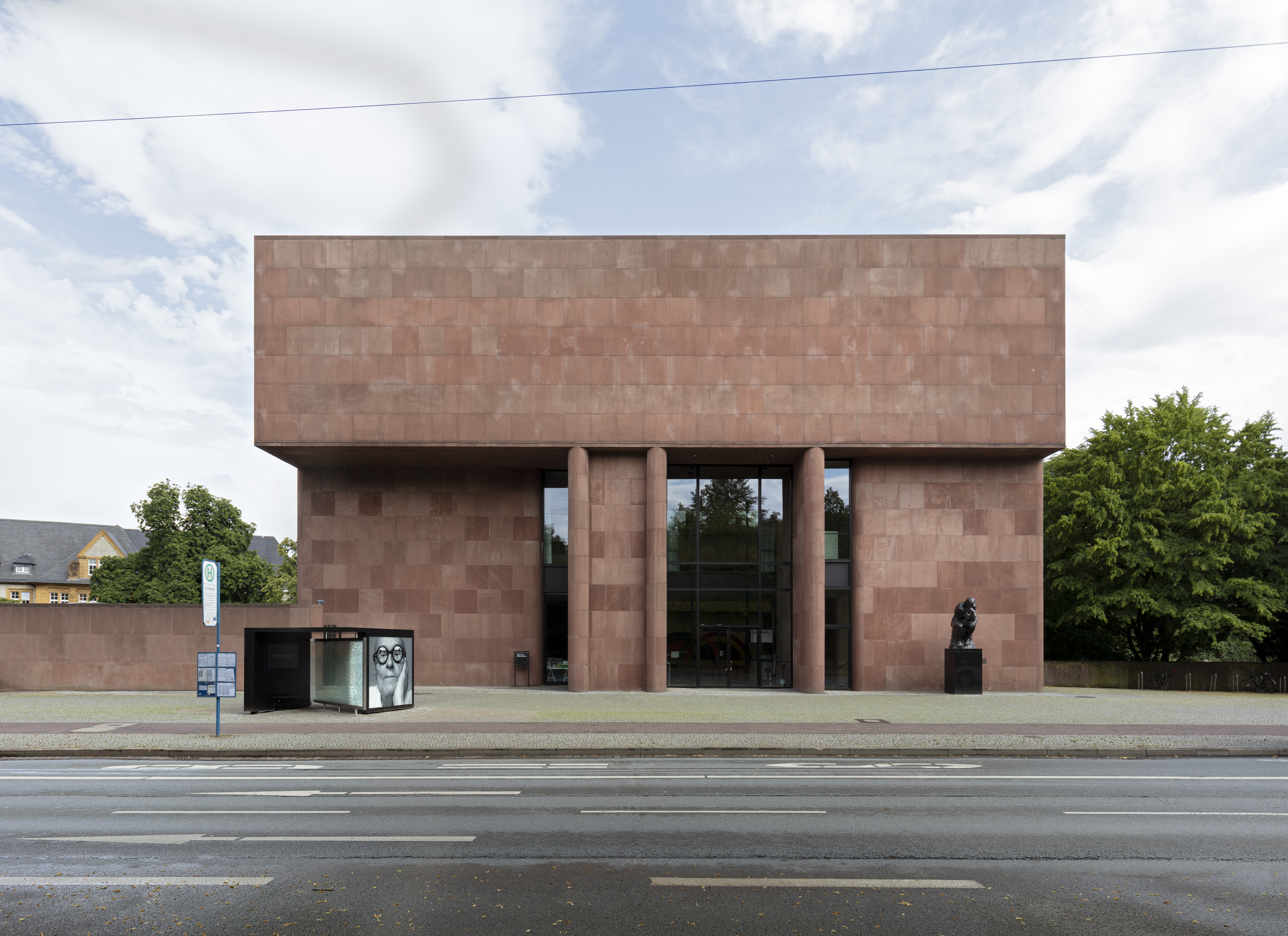
Kunsthalle Bielefeld (2019)

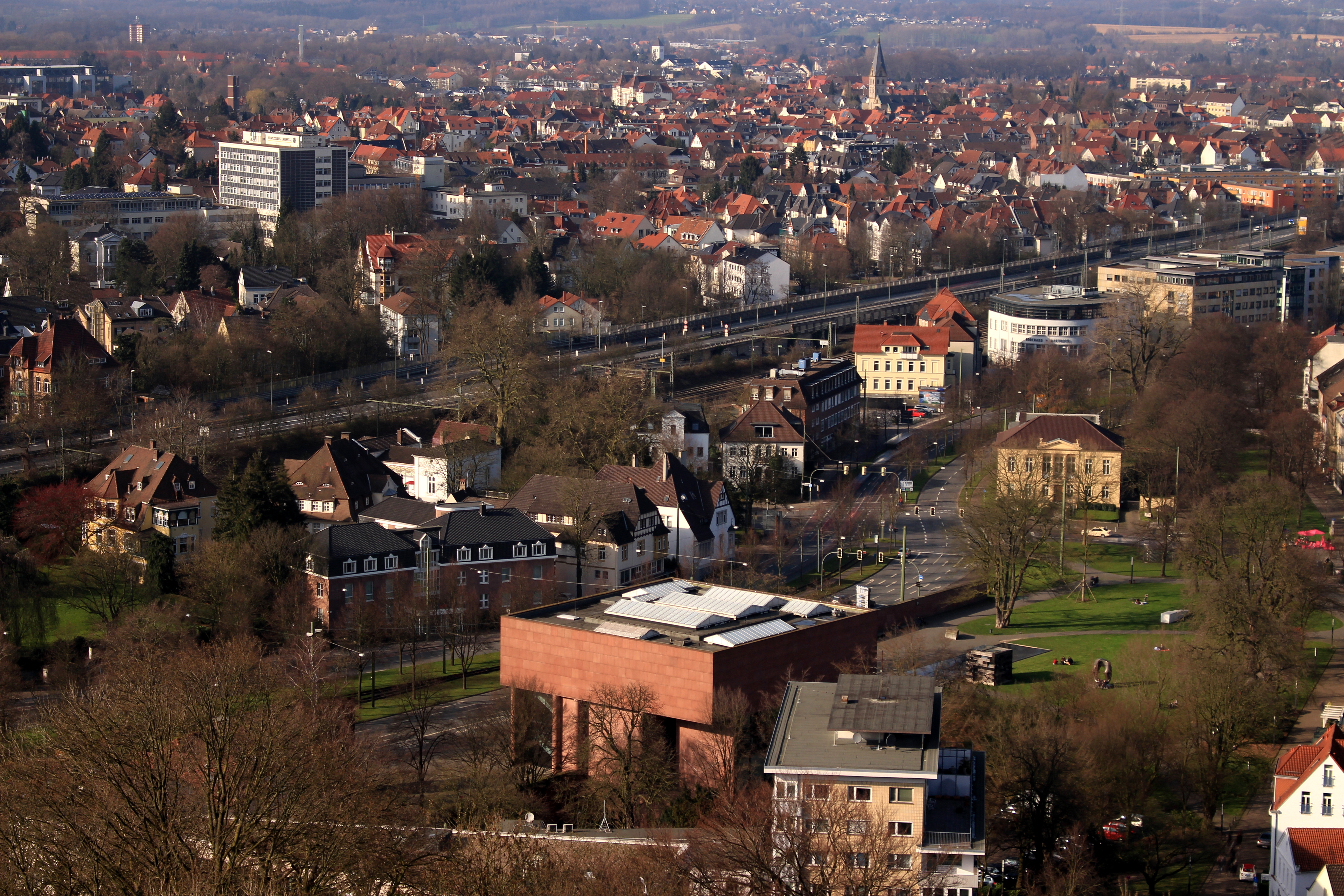
Kunsthalle Bielefeld aus Sicht vom Bergfried der Sparrenburg (2016)

Die heutige Sammlung umfasst Werke der Kunst des 20. Jahrhunderts. Dazu gehören Gemälde von Pablo Picasso, Max Beckmann sowie Werke des Blauen Reiter und Strömungen um László Moholy-Nagy oder Oskar Schlemmer. Auch jüngere Kunst der 1970er- und 1980er-Jahre sowie aktuelle künstlerische Positionen finden zunehmend Beachtung in der Sammlung. In dem der Kunsthalle umliegenden Park sind u. a. Skulpturen von Auguste Rodin, Henry Moore, Richard Serra, Ólafur Elíasson und anderen modernen Bildhauern wie Sol LeWitt, Thomas Schütte und David Rabinowitch zu besichtigen. Vor dem Eingang des Gebäudes sind permanent ein Bronzeguss von Rodins Denker sowie seit 1989 Serras Vertikalskulptur Axis installiert.

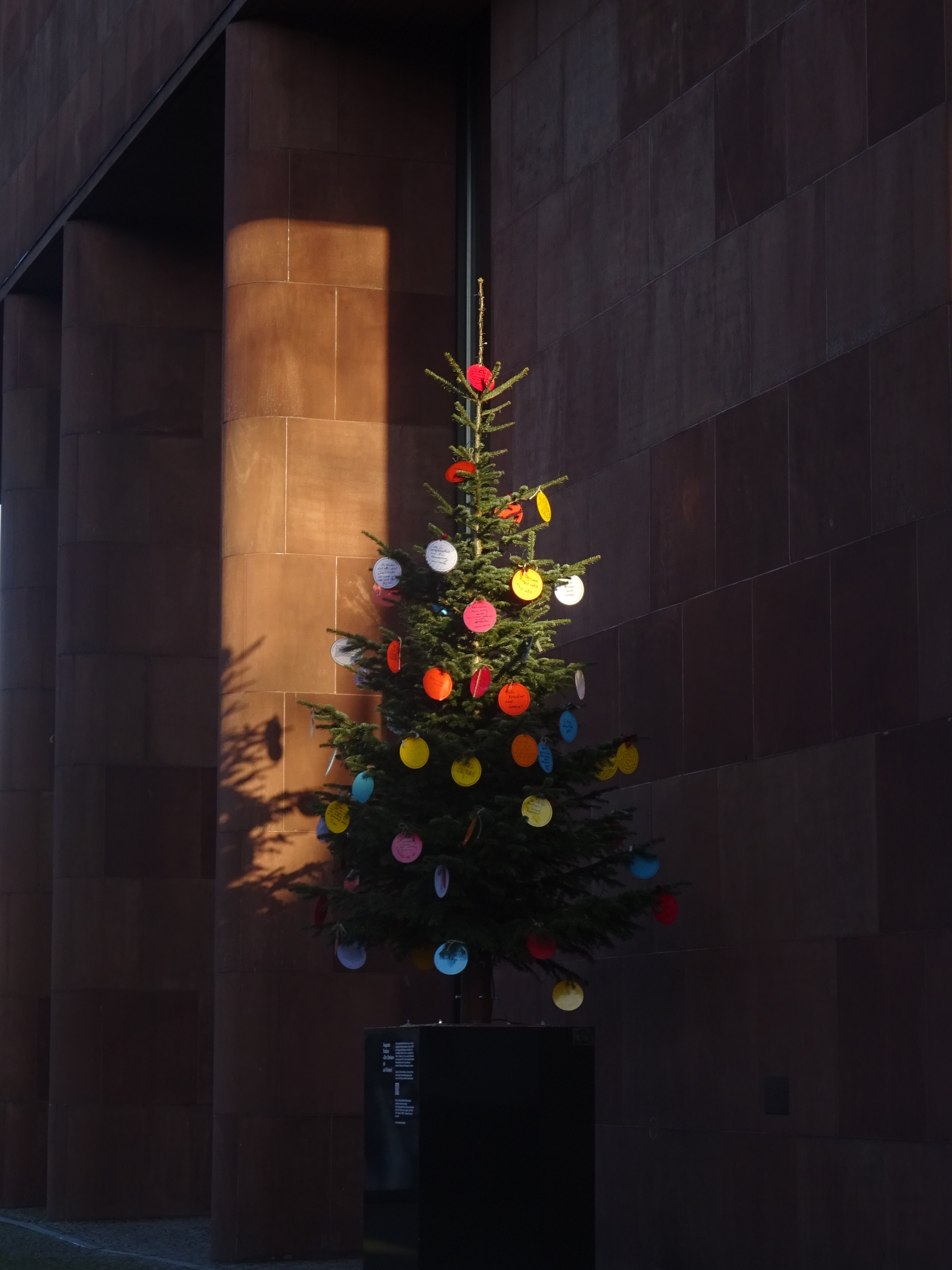
Gedankenbaum statt Rodins Der Denker vor der Kunsthalle Bielefeld 2020

Ende November 2020 wurde die 800 kg schwere Bronzestatue Der Denker mit einem Kran vom Sockel gehoben, um für ein Jahr in die Schweiz verliehen zu werden. In der Kunsthalle waren stattdessen Fotografien des kanadischen Künstlers Jeff Wall zum Thema „Denker“ zu sehen. Der leere Sockel wurde mit einem Tannenbaum versehen, der mit „Gedankenkugeln“ geschmückt wurde. Ende November 2021 kehrte die Skulptur nach Bielefeld zurück und wurde vor der Kunsthalle auf einem neuen hochglanzpolierten Granit-Sockel aufgestellt.

### Ausstellungen
Ergänzt wird die Sammlung durch zeitlich begrenzte Ausstellungen von dem Profil der Kunsthalle entsprechenden zeitgenössischen Künstlern. Die besucherstärksten Wechselausstellungen waren „Emil Nolde – Begegnung mit dem Nordischen“ im Jahr 2008 mit 74.000 Besuchern, gefolgt von der Ausstellung „Picassos Surrealismus – Werke 1925–1937“ im Jahr 1991 mit fast 68.000 Besuchern. Bei der Schau mit dem Titel „1937 – Perfektion und Zerstörung“, in der Gemälde verschiedener Stilrichtungen aus eben jenem Jahr gezeigt wurden, zählte man 2007/2008 etwa 47.000 Besucher; zu einer Ausstellung von Gemälden des in der Nähe von Bielefeld geborenen Peter August Böckstiegel sowie von Conrad Felixmüller unter dem Titel „Arbeitswelten“ kamen 2007 rund 45.000 Besucher.
Die Ausstellung „Anohni my truth“ von 2016 wurde im Spiegel als ein großer Wurf bezeichnet, sowohl in kuratorischer Hinsicht als auch in organisatorischer. Im November 2021 wurden in der Ausstellung „Köpfe, Küsse, Kämpfe. Nicole Eisenman und die Modernen“ Bilder von Nicole Eisenman zusammen mit lokalen Kunstschaffenden gezeigt.
Die Ausstellungen können neben der individuellen Erkundung auch durch Führungen erschlossen werden. Daneben gibt es ein museumspädagogisches Angebot für alle Altersgruppen. Dem Museum sind ein Shop, ein Café und eine Bibliothek angegliedert.

## Architektur

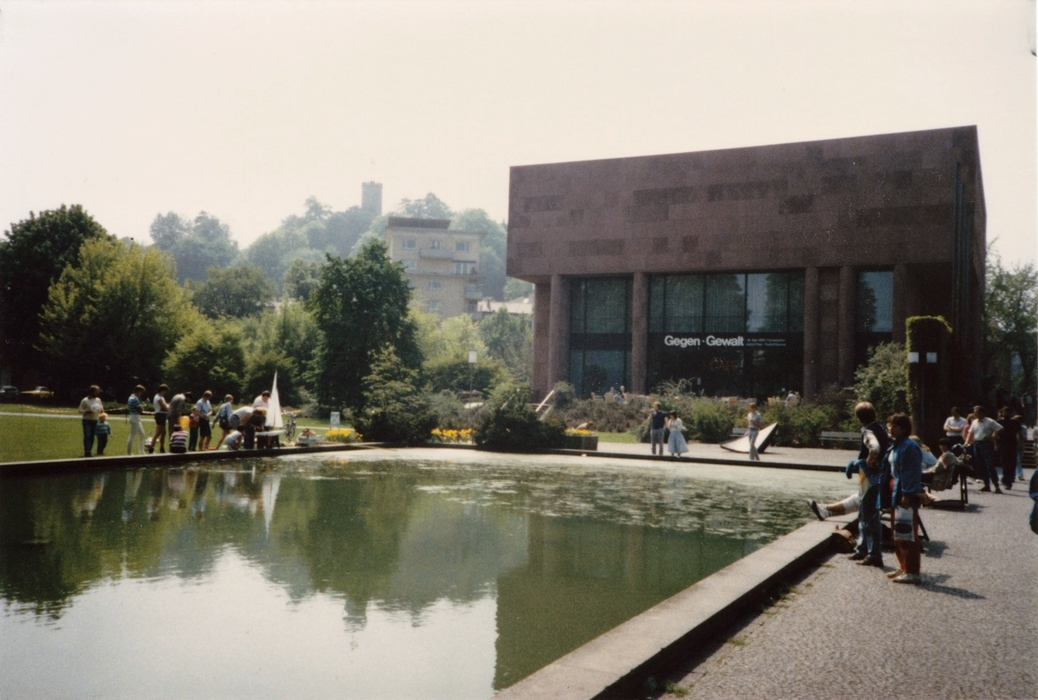
Die ehemalige Parkanlage an der Kunsthalle mit Wasserbecken (Mai 1985)

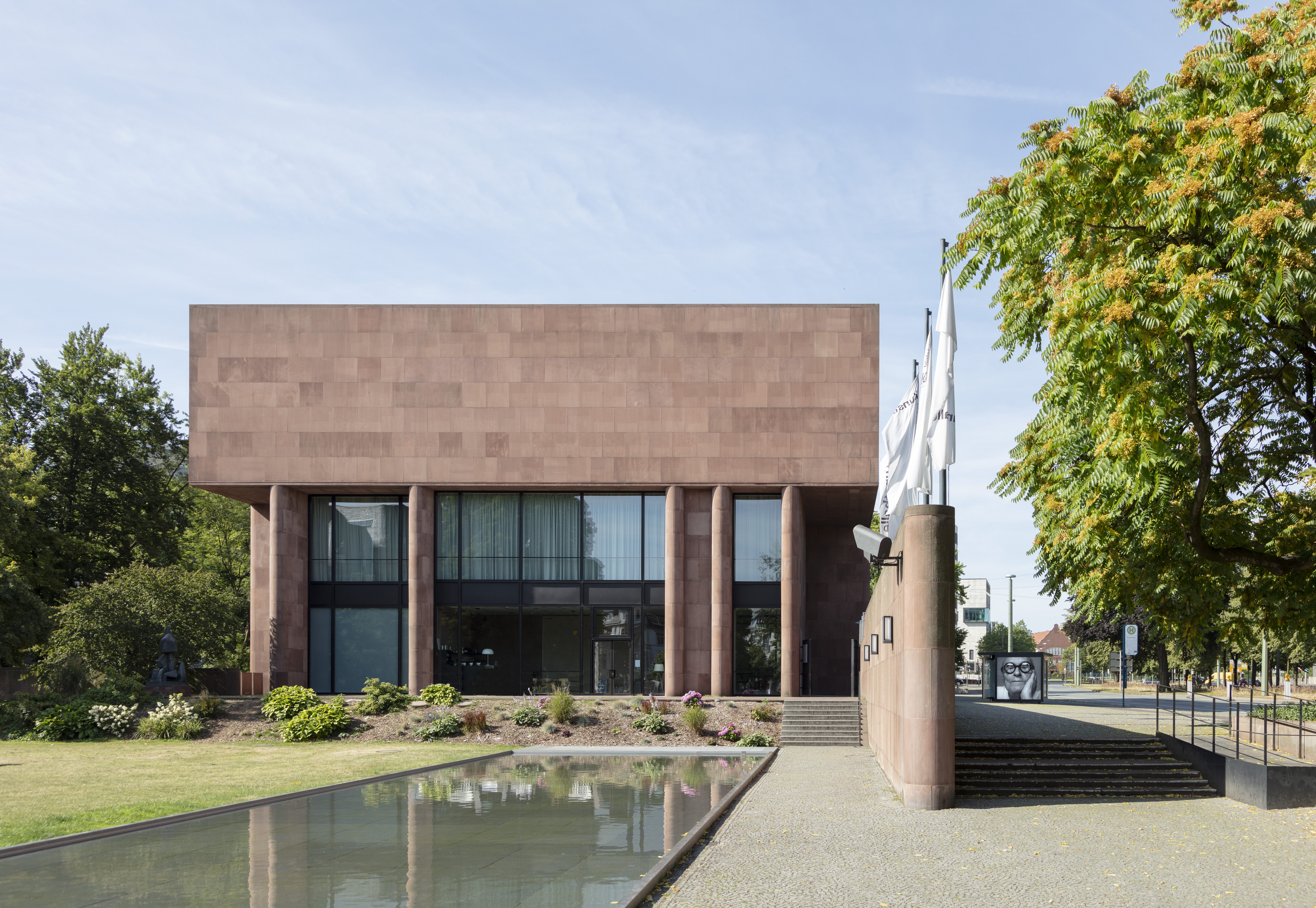
Kunsthalle Bielefeld 2019, Ansicht vom Skulpturenpark

Das am südwestlichen Rand der Bielefelder Altstadt gelegene Gebäude wurde 1968 nach Plänen des amerikanischen Architekten Philip Johnson im Internationalen Stil von Cäsar Pinnau erbaut. Es ist Johnsons einziger Museumsbau in Europa. Das Gebäude wurde 2002 saniert. Eine Generalsanierung und Erweiterung der Kunsthalle ist ab Sommer 2025 geplant.
1994 schlug Frank O. Gehry einen dekonstruktivistischen Anbau, der die Kunsthalle mit dem benachbarten Naturkundemuseum verbinden sollte, vor. Dieser wurde insbesondere von Maja Oetker, der Ehefrau von Rudolf-August Oetker, vehement abgelehnt und daher nie verwirklicht. Stattdessen realisierte Frank O. Gehry im 15 km entfernten Herford das dekonstruktivistische Marta-Museum.
Der kubische, auf quadratischer Grundfläche stehende Bau umfasst drei oberirdische und zwei unterirdische Etagen, insgesamt stehen 1200 m2 Ausstellungsfläche zur Verfügung. Die Fassade besteht aus markantem roten Sandstein.

## Skulpturengarten
Der Entwurf von Johnson sah einen Skulpturengarten als städtebauliche Abgrenzung vor. Dieser wurde zunächst nicht verwirklicht. Erst zum 27. September 2008 – dem 40. Geburtstag der Kunsthalle – entstand nach den Originalplänen von 1968 eine solche Anlage als Ersatz für die bisherige Parkanlage mit Wasserbecken. Die Parksanierung wurde durch eine großzügige Spende der Bielefelder Bürgerin Dorothea Winkler und die Unterstützung des Landes Nordrhein-Westfalen sowie der Stadt Bielefeld möglich. Ursprünglich sollte die Anlage Johnson Park heißen, nachdem dessen Sympathie für den Nationalsozialismus bekannt wurde, wurde davon abgesehen.
Im Rahmen einer Ausstellung zu Arbeiten des Architekten Sou Fujimoto wurde 2012 ein 1:1-Nachbau des so genannten „Final Wooden House“ im Skulpturen-Park der Kunsthalle errichtet.

## Namensstreit

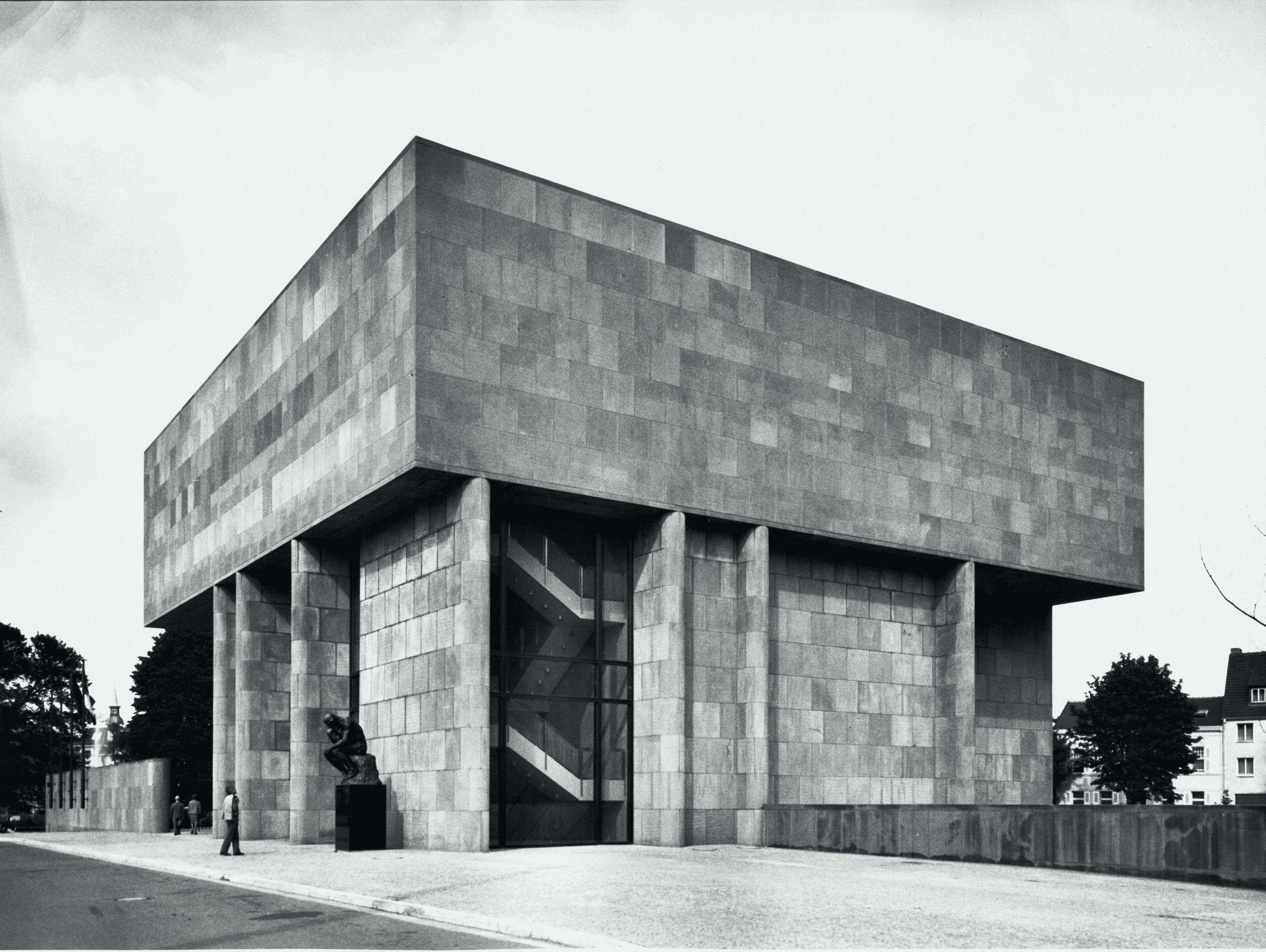
Die Kunsthalle Bielefeld zur Eröffnung 1968

Rudolf-August Oetker hatte zum Zeitpunkt der Stiftung den Wunsch geäußert, die Kunsthalle nach seinem Stiefvater Richard-Kaselowsky-Haus zu nennen. Kaselowsky war in Bielefeld wegen seiner NS-Vergangenheit umstritten (Mitgliedschaft in der Partei ab 1933 und Mitglied im Freundeskreis Himmler, Auszeichnung der von ihm geführten Firma Oetker als Nationalsozialistischer Musterbetrieb). Dies führte zu einer Debatte, die in Bielefeld zu einem Hauptthema der gesellschaftlichen Bewegungen im Jahr 1968 wurde. Der Komponist Hans Werner Henze zog sein für die Einweihung geschriebenes Klavierkonzert zurück, NRW-Ministerpräsident Heinz Kühn und zwei Bundesminister ließen sich entschuldigen. Die Veranstaltung mit 1.200 geladenen Gästen wurde in der Folge komplett durch Oetker abgesagt, doch der Rat der Stadt hielt an seinem Namensbeschluss fest. Die „stille“ Eröffnung am 27. September 1968 wurde von Protestdemonstrationen begleitet. Bis zum Sommer 2017 erinnerte im Eingangsbereich der Kunsthalle eine Gedenktafel an den Namensgeber und bezeichnete ihn als Opfer des schweren Luftangriffs vom 30. September 1944, ohne seine Rolle im Unternehmen oder die Kontroverse um ihn zu thematisieren.
In den folgenden Jahren führte die Kunsthalle den kontroversen Teil ihres Namens nicht mehr in der Öffentlichkeit. Im Jahr 1998 entstand eine erneute Diskussion und Protestbewegung, als der damalige Kunsthallenleiter Thomas Kellein eine Annäherung an das Haus Oetker suchte und den Namen wieder hervorhob. So bildete sich die Initiative „Leidenschaft für die Kunst“, die durch unterschiedliche Aktionen auf das Thema aufmerksam machte. Die Ausstrahlung einer Radiosendung der Radiogruppe des AJZ Bielefeld über die Kunsthalle wurde von Radio Bielefeld, nach Rücksprache mit dem Hause Oetker, verweigert. Erst nach Anrufung der Landesmedienanstalt wurde der Beitrag gesendet. Der Historiker Hans-Ulrich Wehler kritisierte in einem öffentlichen Vortrag die Benennung nach einem Mitglied des Freundeskreises Himmler als „krasse Verletzung der politischen Scham“.

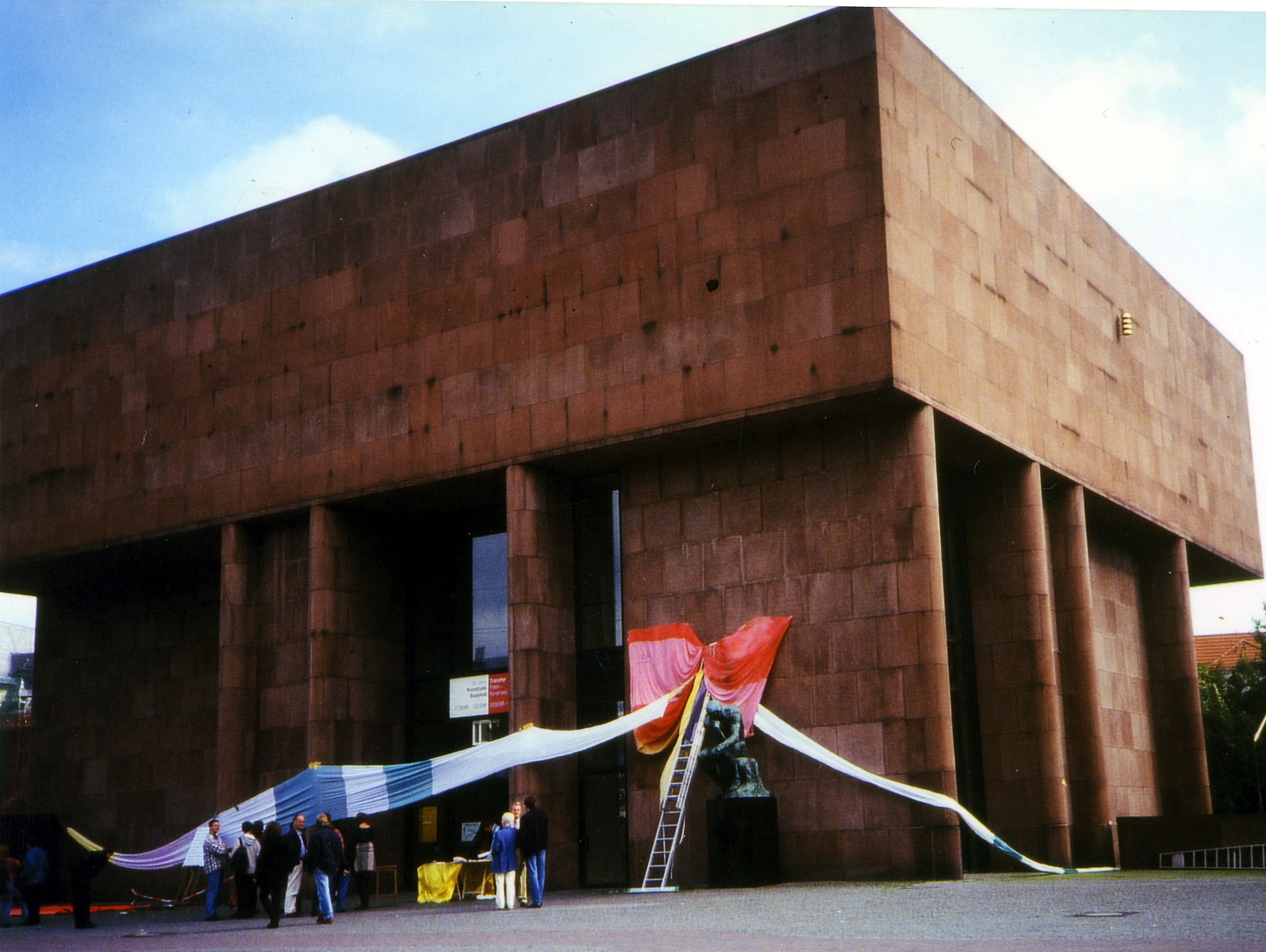
Protest gegen den Namen Kaselowsky-Haus zum 30ten Geburtstag der Kunsthalle

Ein Einwohnerantrag von 1998 lautete folgendermaßen: „Der Rat der Stadt Bielefeld wird aufgefordert zu beschließen: Die Bielefelder Kunsthalle heißt in Zukunft nur noch ‚Kunsthalle Bielefeld‘. Der bisherige Namenszusatz ‚Richard-Kaselowsky-Haus‘ wird gestrichen.“ Erstunterzeichner waren unter anderem Annelie Buntenbach und Klaus Hurrelmann. Nachdem die Suche nach einer unverfänglichen Namensversion gescheitert war, beschloss der damalige rot-grüne Stadtrat die Umbenennung in den ausschließlichen Namen Kunsthalle Bielefeld. Daraufhin beendete Rudolf August Oetker seine Unterstützung und zog seine persönlichen Leihgaben aus der Sammlung der Kunsthalle zurück. Zudem empörten sich Rudolf-August Oetker und seine Ehefrau Maja Oetker öffentlich in den ihnen damals nahestehenden Zeitungen über die angebliche Denunziation von Richard Kaselowsky aus dem grünen Umkreis der Universität, wovon die wenigsten Bielefelder seien.
2016 stellte eine Initiative einen Bürgerantrag gemäß § 24 GO NRW, die Gedenkplatte mit Erläuterungen zu Kaselowskys NS-Vergangenheit zu ergänzen. Der Oberbürgermeister Pit Clausen bemühte sich daraufhin um eine Einigung mit der Familie Oetker, die vorschlug, die Platte zu ersetzen. Dies wurde von den kommunalen Gremien am 22. September 2016 beschlossen. Der Austausch der Gedenkplatte wurde in den Sommerferien 2017 vollzogen. Gegen den neuen Gedenkstein protestierte Maja Oetker, die Witwe von Rudolf-August Oetker, da sie den Namen ihres Mannes ausradiert sah.

## Leitung
- seit 2020: Christina Végh[32]
- 2011–2019: Friedrich Meschede
- 1996–2010: Thomas Kellein
- 1974–1994: Ulrich Weisner
- 1968–1974: Joachim Wolfgang von Moltke (Gründungsdirektor)

stellvertretende Leitung 1984–2020: Jutta Hülsewig-Johnen